# Cleyera albopunctata
Cleyera albopunctata là một loài thực vật có hoa trong họ Pentaphylacaceae. Loài này được (Griseb.) Krug & Urb. mô tả khoa học đầu tiên năm 1896.